# Algimantas Antanas Greimas
Algimantas Antanas Greimas (* 13. Juni 1938 in Uosiai, Rajongemeinde Vilkaviškis) ist ein litauischer Politiker, Bürgermeister von Vilkaviškis.

## Leben
1972 absolvierte er das Diplomstudium an der Lietuvos žemės ūkio akademija und wurde Ingenieur und Elektriker.
Von 1953 bis 1963 arbeitete er in Vilkaviškis beim Meliorationsbau, von 1963 bis 1979 Meister und von 1979 bis 1992 stellvertretender Direktor im Betrieb „Žemūktechnika“ (Agrartechnik). Von 1992 bis 1996 war er Mitglied im Seimas, von 2000 bis 2004 stellv. Bürgermeister und seit 2011 Bürgermeister der Rajongemeinde Vilkaviškis.
Ab 1990 war er Mitglied von Lietuvos demokratinė darbo partija, ab 2001 Lietuvos socialdemokratų partija.

## Quelle
- 2011 m. Lietuvos savivaldybių tarybų rinkimai

| Personendaten    | Personendaten                                                             |
| ---------------- | ------------------------------------------------------------------------- |
| NAME             | Greimas, Algimantas Antanas                                               |
| KURZBESCHREIBUNG | litauischer Politiker, Mitglied des Seimas, Bürgermeister von Vilkaviškis |
| GEBURTSDATUM     | 13. Juni 1938                                                             |
| GEBURTSORT       | Uosiai, Rajongemeinde Vilkaviškis                                         |